# Przysłop (Beskid Sądecki)

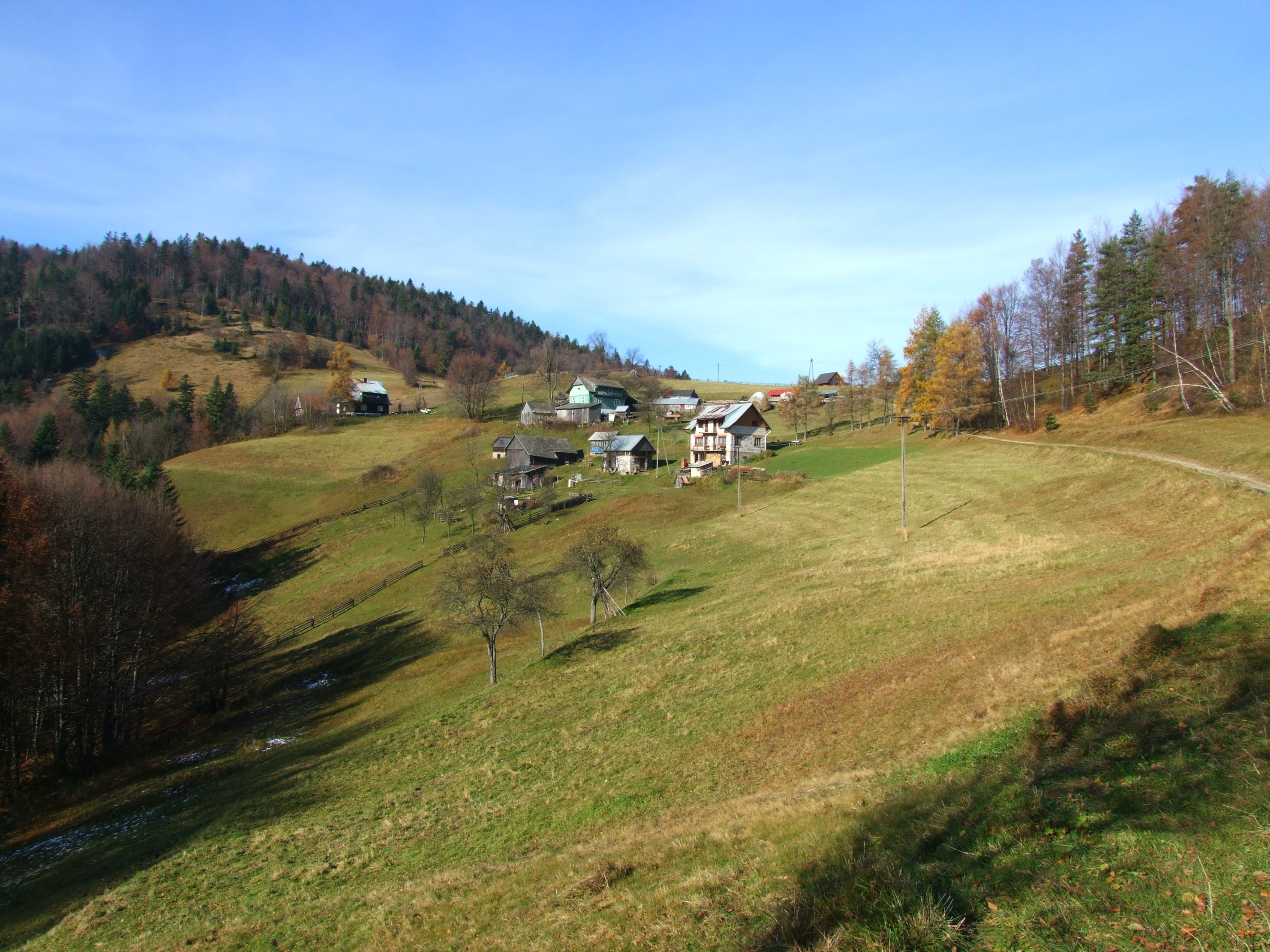
Przysłop

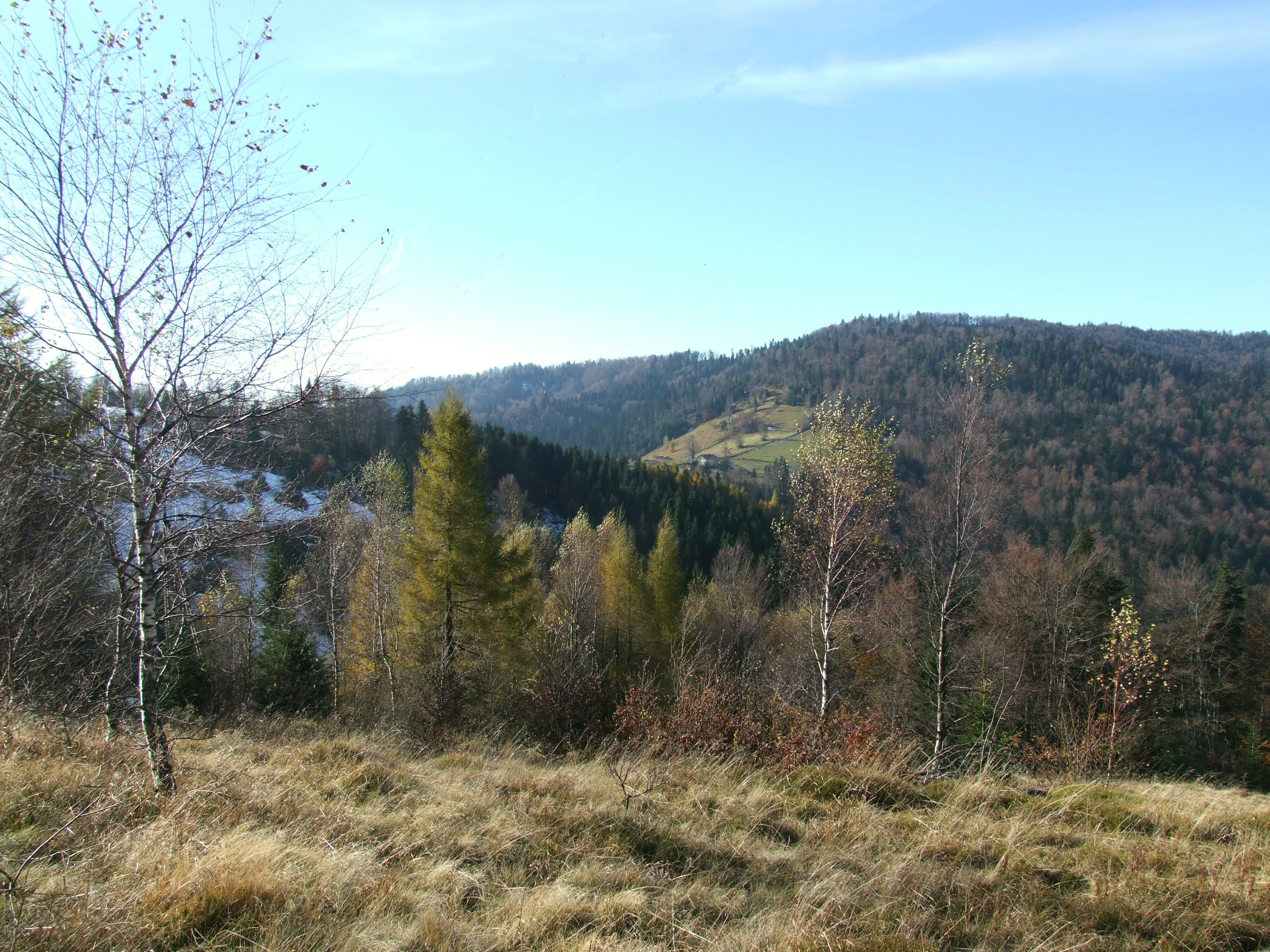
Widok na Przysłop ze stoków Kuby

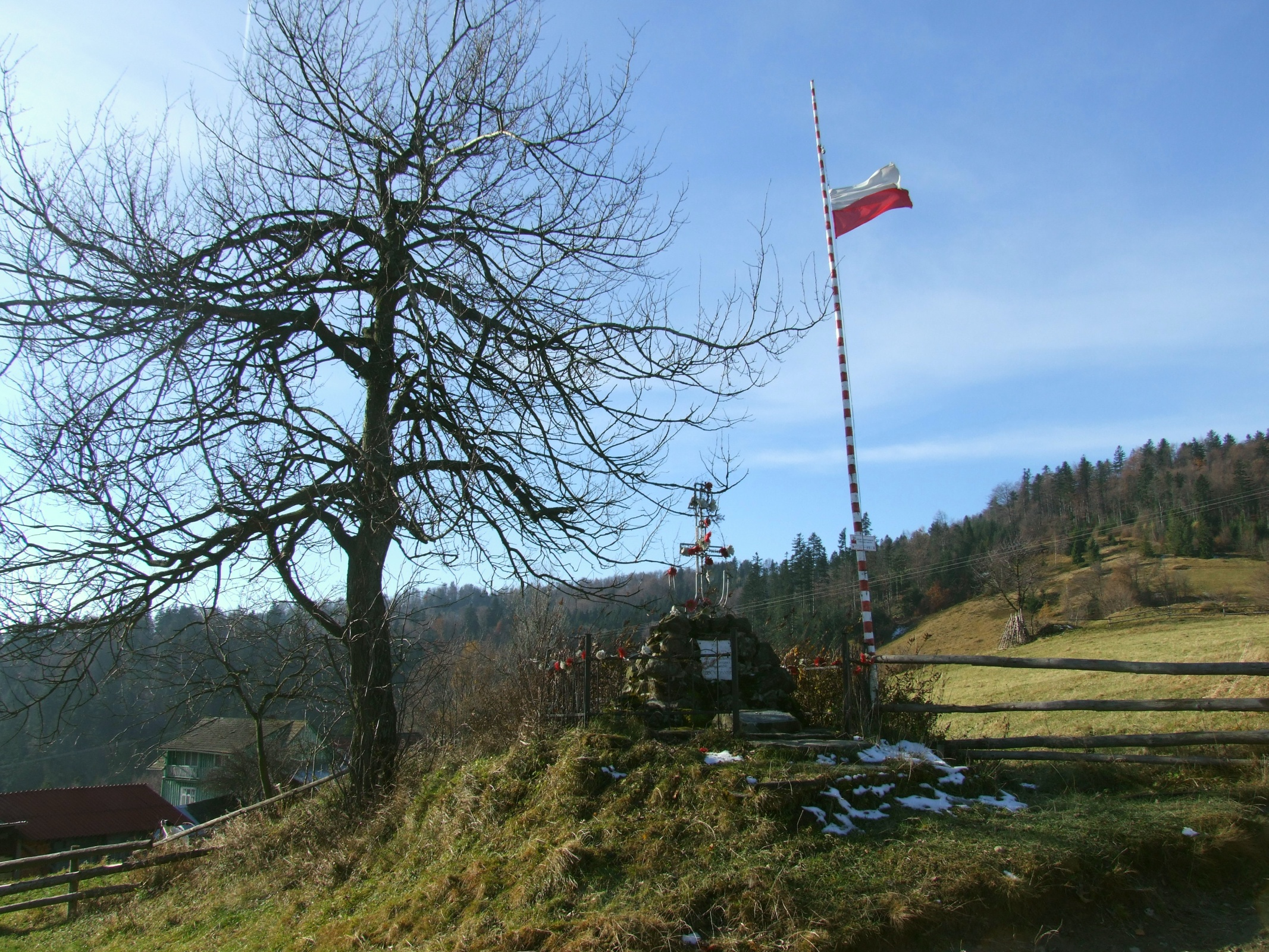
Pomnik Partyzantów na Przysłopie

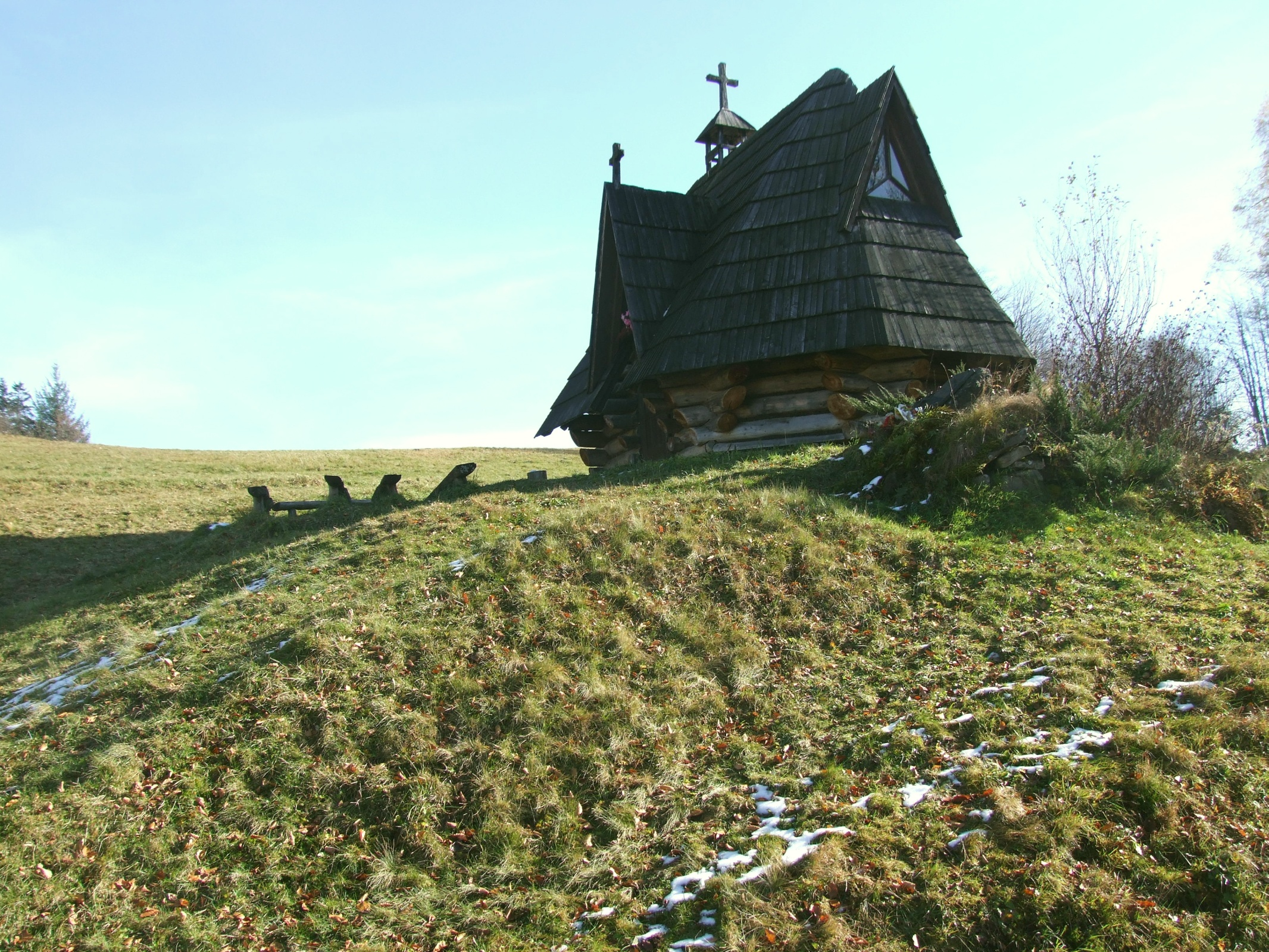
Kaplica na Przysłopie

Przysłop – przysiółek miasta Szczawnica położony na przełęczy Przysłopy w Paśmie Radziejowej Beskidu Sądeckiego. Znajduje się w jego głównym grzbiecie, pomiędzy szczytami Przysłop oraz Kuba. Dość spora polana jest dobrym punktem widokowym.
Na polanie tuż pod przełęczą oraz na grzbiecie odchodzącym z przełęczy na zachód, znajduje się kilka gospodarstw. Dawniej należały one do miejscowości Obidza, obecnie do Szczawnicy. W latach 1876–1879 przez Przysłop wędrowali furkami kuracjusze ze Starego Sącza, do którego istniała już linia kolejowa, nie było jej natomiast jeszcze do Nowego Targu.

## Historia
W czasie II wojny światowej Przysłop był kryjówką partyzantów Armii Krajowej z oddziału „Wilk” dowodzonego przez por. Krystiana Więckowskiego „Zawiszę”. Zatrzymywali się tu także na odpoczynek i nocleg kurierzy z ludźmi przeprowadzanymi przez granicę. Łącznie znalazło gościnę kilkaset osób.
W latach 1943–1944 miały tutaj miejsce dramatyczne wydarzenia. 30 października 1943 Niemcy zastrzelili bacę Wojciecha Słowika, który mimo okrutnych tortur nie wydał nazwisk partyzantów.
Po udanej akcji partyzanckiej rozbrojenia posterunku policji w Ochotnicy Dolnej, 21 lutego 1944 Niemcy zorganizowali obławę. Oddział dowodzony przez „Zawiszę” został zaskoczony przez Niemców około 7 rano w domu Walkowskiego na Przysłopie. Zginęło 5 partyzantów oddziału „Wilk”:
- pchor. Bolesław Durkalec ps. „Sławek” (ur. 1923 w Krakowie, syn Ernesta Durkalca)
- strz. Jan Rogal ps. „Żbik” (ur. 1919 w Waksmudzie)
- strz. Józef Rogal ps. „Strzała” (ur. 1925 w Waksmudzie)
- strz. Józef Cyrwus ps. „Kruk” (ur. 1920 w Waksmudzie)
- strz. Franciszek Klimowski ps. „Wicher” (ur. 1922 w Nowym Targu).

Polegli partyzanci spoczywają na cmentarzu parafialnym w Szczawnicy (pod Huliną). Śmierć partyzantów upamiętnia pomnik znajdujący się na przełęczy. W walce z partyzantami zginęło w tym dniu trzech Niemców, w tym gestapowiec Franz Maywald, oprawca z Palace.
8 grudnia 1944 Niemcy ponownie zorganizowali obławę. Przebywający w tym czasie na Przysłopie partyzanci radzieccy otwarli do Niemców ogień i uciekli. W odwecie Niemcy spalili żywcem sześcioosobową rodzinę Fijasów z całym zabudowaniem i inwentarzem. Śmierć ponieśli: Andrzej Fijas (lat 76), Anna Fijas (lat 68), Genowefa Fijas (lat 8), Zofia Dychała (lat 3), Helena Dychała (lat 1). Na miejscu domu Fijasów postawiono później drewnianą kaplicę w stylu podhalańskim.
22 grudnia 1944 po nieudanej obławie na partyzantów Niemcy zabili dwóch napotkanych mężczyzn Walentego Klimka i Sebastiana Saratę.
Na pamiątkę tych tragicznych wydarzeń co roku 3 maja odbywa się na Przysłopie msza partyzancka.

## Szlaki turystyczne
Przez przełęcz przechodzi Główny Szlak Beskidzki im. Kazimierza Sosnowskiego. Rozpoczynają się tu jeszcze 2 gminne szlaki turystyczne.
 – do Jazowska 2:30 h i Gołkowic (rynek) 4:15 h
 – do Obidzy – Zarębek PKS 1:45 h
 – szlak rowerowy wzdłuż potoku Sopotnickiego do Szczawnicy.